# Црква Светог пророка Илије у Везичеву
Црква Светог пророка Илије у Везичеву, насељеном месту на територији општине Петровац на Млави, припада Епархији браничевској Српске православне цркве.

## Историјат
У Везичеву су и раније постојале цркве, најпре је постојала црква на источном делу села, на потесу „Селиште”, на десној обали сеоског потока, у самој клисури, где и сада постоје остаци и трагови да је ту била црква посвећена истом патрону као и данашња црква. Народ је ту цркву прозвао по ктиторки „Миља Везиља”, а срушили су је Турци.
Друга црква у Везичеву, истог посвећења, чија је локација била поред сеоског гробља, на источној страни села, почело се 
градити 1903. године, а завршена је и освештана 1906. године. Црква је зидана на трусном терену. Грађена је као  једнобродна грађевина, са једним кубетом на средишњем делу крова и имала је две апсиде на бочном делу. Кров цркве је био покривен на две воде са ситним црепом, док је над олтаром био сведен угаоним делом, апсиде су исто покривене црепом док је кубе плехом. У каснијим преправкама црква је добила дограђени део припрате, над којој  је сазидана и четвртаста купола цркве, која је била и звонара. Кров на дозиданој куполи био је кос и на четири воде покривен плехом. На цркви су била два већа крста. Унутрашњост цркве је била скромна, док црквени иконостас датира из настанка.
Црква је временом напукла и постојала је могућност да се уруши, тако да су мештани са својим свештеником Сашом Антићем решили 1998. године, да се оформи одбор за подизање новог храма. Црква је порушена и тада су се у дубини њених темеља указали неколико слојева градње осталих од претходних цркава, вероватно је ту и темељ цркве из 12. века.

## Данашња црква
По уклоњеним остацима старе цркве, почели су радови на изградњи нове, данашње цркве према пројекту архитекте Радослава Орокића. Димензије цркве су 15 x 9m и висине 19,5m.Темељи у урађени од армираног бетона и зидана од тврдог материјала, са два велика кубета, док је кров покривен бакарним лимом, терасаст и полулоптастог облика у  средишњем делу. Орнаментика на спољној фасади на зидовима  је декорисана розетама, и полуоивиченим сводом. Звоник је зидан на три нивоа  градње и у њему су смештена два нова звона, која су рађена у Грчкој. Веће звоно је тешко 205kg, друго мање тешко је З9kg. Прилог за дизање нове цркве, као и  за куповину  звона, дали су мештани, Везичева, Бусура и Златова.
Црква је у свом унутрашњем делу подељена на припрату, лађу цркве и олтар. У унутрашњости црква је живописана, и иконостасом је олтарски део одељен од наоса.
Освећење нове цркве обавио је Епископ браничевски др Игнатије, са свештенством млавског намесништва, на дан  З1. јула 2001. године.